# Rune Carlsson (trummis)
Rune Carlsson, född 4 december 1940 i Stockholm, död 9 mars 2013, var en svensk trummis.
Carlsson var verksam som jazzmusiker sedan 1957 och studerade vid Berklee College of Music i USA 1971. Han spelade med bland andra Chet Baker, Eric Dolphy, Bill Evans, Art Farmer, Dizzy Gillespie, Dexter Gordon, Coleman Hawkins, Krzysztof Komeda och Ben Webster.
Tidigt influerades Carlsson av modernister som Art Blakey, Max Roach och Elvin Jones. Hans spel gav färg åt Sveriges jazzelit under senare hälften av 1900-talet, i grupper ledda av Arne Domnérus, Bengt Hallberg, Bo Hansson, Kjell Jansson, Åke Johansson, Red Mitchell, Lars Sjösten, Bobo Stenson och Eje Thelin. 
På senare år framträdde Carlsson även som sångare, bland annat med eget storband och tillsammans med Peter Nordahl trio.
Han gav ut sina memoarer Precis i tiden 2009 (Bo Ejeby förlag).

## Priser och utmärkelser
- 1979 – Jan Johansson-stipendiet

## Diskografi (urval)
- 1970 – Cornelis Vreeswijk: Poem, ballader och lite blues
- 1970 – Bo Hansson: Sagan om ringen
- 1971 – Björn J:son Lindh: Ramadan
- 1973 – Kvartetten som sprängde: Kattvals
- 1975 – Merit Hemmingson: Balsam
- 1976 – Gunnar "Siljabloo" Nilson: Bloo-Hacketyhack-Bock
- 1976 – Gösta Linderholm: Blå ballader & gröna demoner
- 1977 – Mikael Ramel: 3:e skivan

## Filmografi
- 1981 – Hundarnas morgon